# Große Schwarze Knorpelkirsche
Die Große Schwarze Knorpelkirsche, auch Prinzenkirsche, Braune Prinzer, Schwarze Lothkirsche, Schwarze von Lobenrot, Weilheimer Riesen, Diemitzer Knorpel, Braune Knorpel, Biggarreau Noir oder Cerise Coeur Noir, ist eine zu den Knorpelkirschen gehörende dunkle Sorte der Süßkirschen.

## Herkunft
Sie ist eine der ältesten Kirschsorten und stammt aus Frankreich, wo sie 1540 erstmals erwähnt wurde. Sie ist auch heute noch eine der verbreitetsten Sorten.

## Frucht
Die Frucht ist mittelgroß, rundlich ebenmäßig. Die feste Haut ist in der Vollreife dunkelrot bis braunviolett, nicht ganz schwarz. Das feste Fruchtfleisch ist um den Stein dunkelrot, außen etwas heller; aromatisch im Geschmack, oft mit leichtem Bitterton. Sie ist Platzfest. Der Stein ist klein, oval, mit auffallendem stielseitigem Häkchen und deutlicher Rinne. Der Stiel ist mittellang, etwa 4,5 cm und mitteldick, etwas gerötet, der Stielansatz ist mittelgroß. Sie reift in der 5. bis 6. Kirschwoche.

## Baum
Der Baum wächst mittelstark, steil mit fahnenartigen, schlecht verzweigenden Seitenästen. Die Krone ist breitkugelig ohne dominante Stammmitte. Er ist selbststeril und braucht einen Befruchtungspartner, die S-Allele des Baums sind S3S5. Er blüht mittelspät bis spät mit etwas grünlichem Blattaustrieb.